# Phyllodoce stigmata
Phyllodoce stigmata är en ringmaskart som beskrevs av Treadwell 1925. Phyllodoce stigmata ingår i släktet Phyllodoce och familjen Phyllodocidae. Inga underarter finns listade i Catalogue of Life.